# Peter Truscott, Baron Truscott

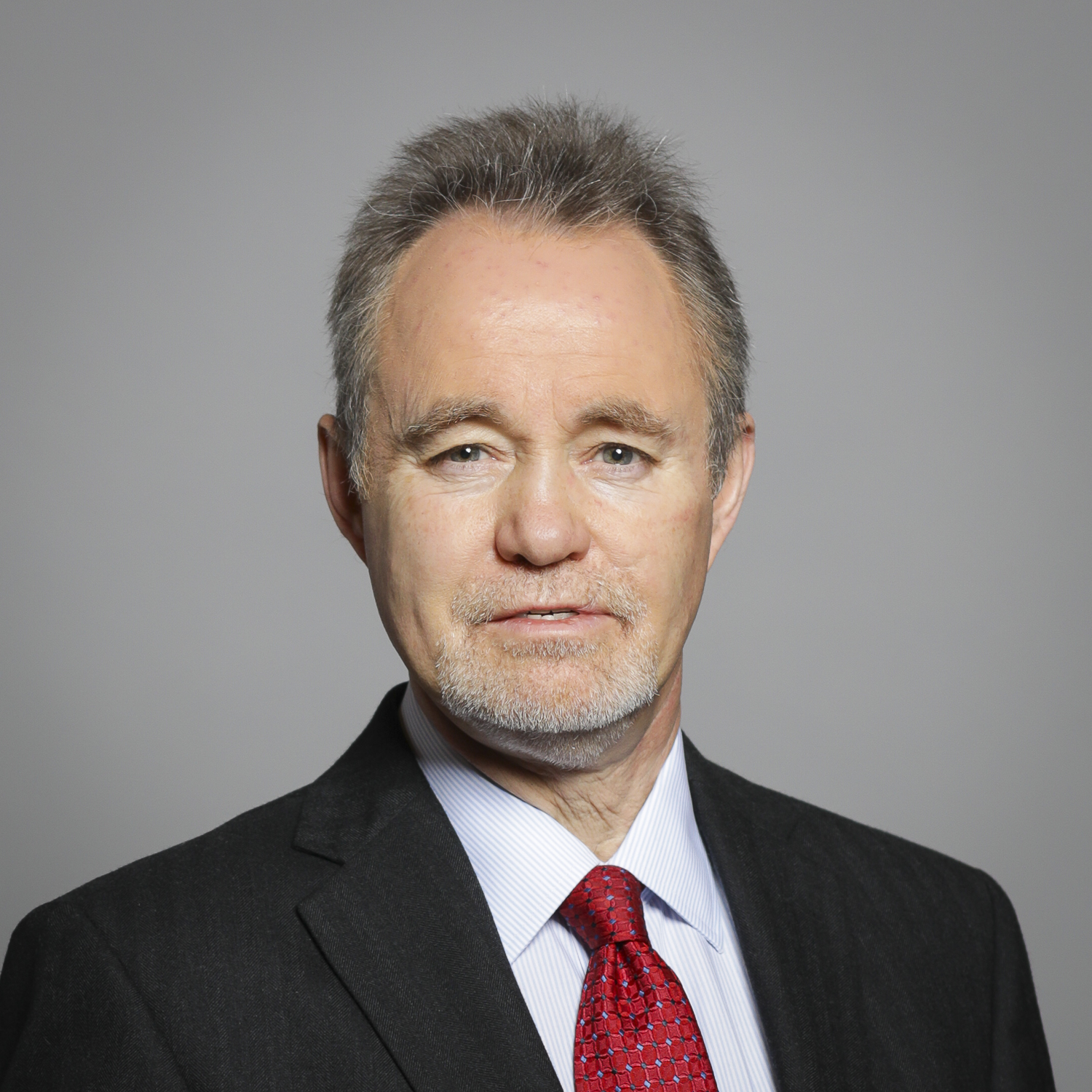
Peter Truscott, Baron Truscott

Peter Derek Truscott, Baron Truscott (* 20. März 1959 in Newton Abbot, Devon) ist ein Politiker der Labour Party, der zwischen 1994 und 1999 Mitglied des Europäischen Parlaments war und seit 2004 Mitglied des House of Lords, wobei er diesem seit 2009 als Parteiloser angehört. Als er von Mai bis November 2009 von seiner Mitgliedschaft suspendiert war, war dies eine der ersten Suspendierungen eines Mitglieds des Oberhauses seit dem 17. Jahrhundert.

## Leben

### Studium, Kommunalpolitiker und Europaabgeordneter
Nach dem Schulbesuch begann Truscott ein Studium der Geschichtswissenschaften am Exeter College der University of Oxford, das er 1981 mit einem Bachelor of Arts (B.A.) in neuzeitlicher Geschichte beendete. Ein anschließendes postgraduales Studium schloss er 1985 mit einem Philosophiae Doctor (Ph.D.) ab und war danach bis 1989 als politischer Organisator in der Parteizentrale der Labour Party tätig.
Seine politische Laufbahn begann er 1988 in der Kommunalpolitik als er zum Mitglied des Rates des Borough of Colchester gewählt wurde, dem er bis 1992 angehörte. Bei den Unterhauswahlen am 9. April 1992 kandidierte Truscott erfolglos für die Labour Party im Wahlkreis Torbay für ein Abgeordnetenmandat im House of Commons.
Bei der Europawahl 1994 wurde er zum Mitglied des 4. Europäischen Parlamentes gewählt und gehörte diesem bis 1999 an. Während dieser Zeit war er in den Jahren 1995, 1996, 1999 sowie später 2003 Wahlbeobachter der Organisation für Sicherheit und Zusammenarbeit in Europa (OSZE) und zwischen 1997 und 1999 Mitglied des Unterausschusses für Innen- und Außenpolitik des Nationalen Exekutivkomitees der Labour Party. 

### Oberhausmitglied, „Cash for Influence“-Affäre und zeitweilige Suspendierung als Oberhausmitglied
Am 10. Juni 2004 wurde Truscott als Life Peer mit dem Titel Baron Truscott, of St James’s in the City of Westminster, in den Adelsstand erhoben und ist seitdem Mitglied des House of Lords.
Während dieser Zeit war er zwischen 2005 und 2006 zunächst Verbindungsmitglied des Oberhauses zum Verteidigungsministerium und anschließend von November 2006 bis Juni 2007 Parlamentarischer Unterstaatssekretär im Ministerium für Handel und Industrie und dort für Energie zuständig. Zuletzt war er von Juni bis November 2007 Parlamentarischer Geschäftsführer (Whip) der Regierungsfraktion im Oberhaus mit dem Titel eines Lord in Waiting to HM Household.
Lord Truscott wurde Ende Januar 2009 der Beteiligung an der Cash for Influence-Affäre im Oberhaus überführt.
Dabei wurden ihm sowie den Oberhausmitgliedern Lord Snape, Lord Moonie und Lord Taylor of Blackburn vorgeworfen, Gesetzesvorhaben oder Gesetzesänderungsvorhaben gegen finanzielle Gegenleistungen unterstützt zu haben. Dabei bestätigte er gegenüber Journalisten, dass ihm Unternehmen zwischen 25.000 £ und 100.000 £ jährlich gezahlt hätten. Ferner wurde ihm vorgeworfen, dass er jährlich 28.000 £ Steuergelder zur Finanzierung seines 700.000 £ teuren Hauptwohnsitzes in Mayfair in Anspruch nahm. Darüber hinaus wurde festgestellt, dass er weitere Immobilien besitzt, unter anderem in Russland, dem Heimatland seiner Ehefrau. Im Anschluss wurden er und Lord Taylor of Blackburn von Mai bis November 2009 von seiner Mitgliedschaft im House of Lords suspendiert, wobei dieses die der ersten Suspendierungen von Lords seit dem 17. Jahrhundert war.
Seitdem er im Mai 2009 aus der Labour Party ausgetreten war, gehört er dem House of Lords nunmehr als Parteiloser an.

## Veröffentlichungen
- Russia First: Breaking with the West (1997)
- European Defence (2000)
- Kursk: Russia’s Lost Pride (2002)
- Putin's Progress (2004)
- The Ascendancy of Political Risk Management and its Implications for Global Security and Business (2006)